# チート (映画)
『チート』（原題: The Cheat）は、セシル・B・デミル監督による1915年公開の米国の無声映画。主演は早川雪洲、ファニー・ウォード。白人の上流婦人が一見紳士な日本人の男に残忍に凌辱されるというストーリーが受けて大ヒットとなった。本作のヒットにより、日本人は表で西洋風を装っても裏では奇妙で野蛮な二面性を持っているというイメージが作られた。日本人である早川雪洲が主演したことで名高い作品であるが、内容が白人女性の肩に焼印を当てるなど「国辱的である」との理由により、当時の日本では公開されなかった。米国で2回、フランスで1回リメイクされた。

## あらすじ
ニューヨークの投資家ディック・ハーディの妻イーディス（ファニー・ウォード）は社交的な女性であり、浪費家であった。投資が不調のハーディは、イーディスに浪費を慎むようたしなめるが、イーディスにはその気はなかった。彼女は赤十字の寄付金収集にも協力していたが、知人の投資家からもたらされた有望株の情報に飛びつき、預かっていた寄付金1万ドルを投資に流用してしまう。
日本人の富豪ヒシュル・トリ（漢字表記は「鳥居」の模様）は、自らの所有物には必ず『鳥居』の焼印を押し、『所有物』であることを示す骨董商で、副業として高利貸しをやっていてその取り立ての厳しさからロングアイランドの上流階級の人々から恐れられていた。彼はかねてよりイーディスと親しくしており、イーディスに対し邪まな好意を持っていたが、当然ハーディはトリを快く思ってはいなかった。

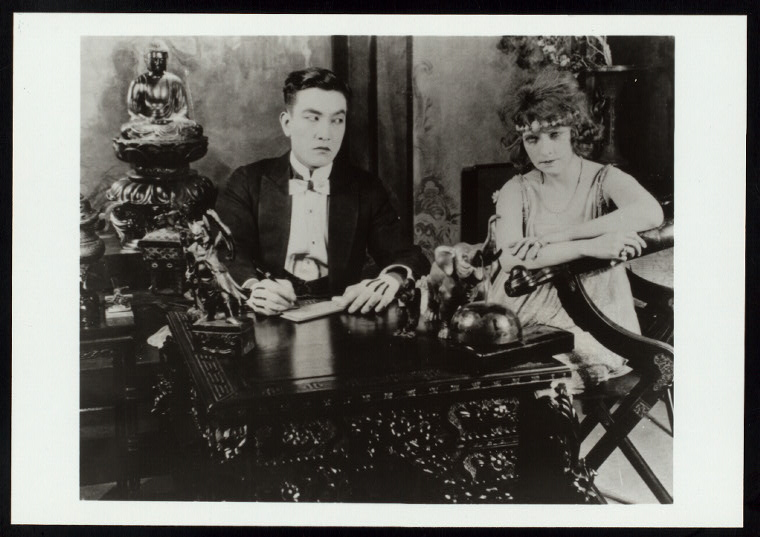
早川雪洲とファニー・ウォード

イーディスの行った投資は失敗してしまい、途方にくれたイーディスはトリの元を訪れ、トリから1万ドルの借金をしてしまう。トリは喜んで金を貸すが、その条件はイーディスを愛人とすることであった。

ハーディが株で大もうけしたため、イーディスは夫に嘘をつき1万ドルを得る。彼女はトリの屋敷を訪れ借金を返そうとするがトリは受け付けない。

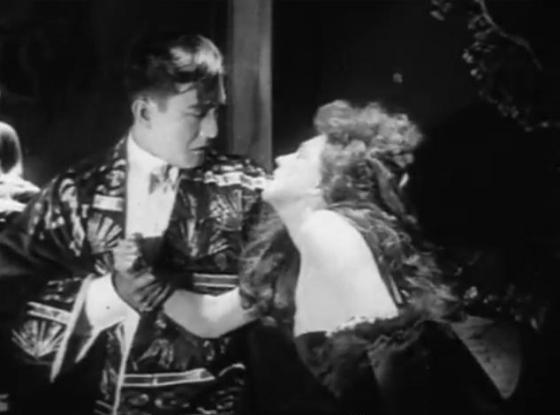
雪洲とウォード

トリはイーディスに迫るが、必死に抵抗するイーディスに激怒したトリは、イーディスを押さえつけ、その肩に自らの所有物である旨の『鳥居』の焼印を押す。ショックを受けたイーディスは、そばにあった拳銃でトリを撃ってしまう。
妻の不審な行動を心配したハーディはトリ邸に侵入し、イーディスがトリを撃ったことを知る。妻を守るべくハーディは罪をかぶり、逮捕される。
イーディスはトリの元を訪れ、必死に真実を明かすよう懇願するが、トリはイーディスとは目も合わさず、『事件はすでに法の手中にある。貴女に二度は騙されない』と言い、追い返す。
裁判が始まるも、正当防衛を主張するだけのハーディには有利な条件がない。証人であるトリも『撃ったのはハーディである』と証言する。ハーディの有罪が宣告されたそのとき、イーディスは法廷で肩をあらわにし、自らがトリを撃ったこと、焼印を押されるに至った経緯を叫ぶ。傍聴人は激怒し、トリは身の危険を感じて逃げ出す。ハーディの容疑は晴れ、妻イーディスとハーディは、傍聴人の拍手の中、揚々と法廷を後にする。

## スタッフ
- 監督：セシル・B・デミル
- 脚本：ヘクター・ターンブル、ジーニー・マクファーソン
- 撮影：アルビン・ワイコフ
- 美術：ウィルフレッド・バックランド

## キャスト
- イーディス・ハーディ：ファニー・ウォード - 有閑マダム
- ヒシュル・トリ：早川雪洲 - 日本人の美術骨董商
- ディック・ハーディ：ジャック・ディーン - イーディスの夫
- トリの使用人：阿部豊
- ジョーンズ：ジェイムズ・ニール

## 成績
映画業界紙『ウィズ・デイリー』によると、観客満足度は94%以上、興行収入はラスキー社史上最高の12万ドルを上げた

## その他
- 制作のきっかけは、日本に題材をとった作品を数多く撮っていたトーマス・H・インス監督の『タイフーン』（1913年）のヒットだった[1]。同作はスパイ活動をしている日本人外交官が愛人のフランス女性を殺し、最後には自殺するというストーリーで、外交官役を早川雪洲が演じた[1]。早川の長編映画初主演作である同作の大ヒットを見て、集客を見込んだジェシー・L・ラスキーが類似作として企画したのが本作であった[1]。

- 人妻に焼印を押すというショッキングなストーリーや、アメリカ人にとっては非常に新鮮であった早川雪洲の東洋的な美貌が受け、大ヒット。なお、米国では19世紀半ば頃より20世紀半ばまで、有色人種と白人の結婚や性的関係は禁止されていたため（en:Anti-miscegenation laws in the United States）、本作の設定はより刺激的であった。

- 最初脚本では、トリ（鳥居）の自室の場面は、西洋風なガウンで煙草を吸いながら新聞を読んで寛ぐとなっていたが、デミル監督が「東洋」を全面に押し出そうと固執し、日本風なインテリアの部屋で、羽織袴姿で東洋的骨董品の全てに焼き鏝をあてている怪しげな姿を描き出した[2]。

- 本作が制作された1910年代は米国において排日運動が盛んになった時代である[1]。1880年代の中国人排斥法により日本人移民が増え、ジャポニスムの影響で日本文化に興味を示す米国人も増えたが、1905年に日露戦争で日本が勝利したことにより、黄禍論が浸透しはじめ、1913年にカリフォルニア州で日本人の土地購入禁止法が通過し、1919年には東洋人排斥連盟結成、1920年代初頭に日本人の借地権を奪う外国人土地法が制定し、1924年には日本人移民が禁止された[1]。

- 上述のように「残虐かつ好色、非人道的な日本人」が主要人物であるため、公開当初から『羅府新報』や『新世界』といったアメリカの邦字新聞では日本人のイメージを悪くするものだとして、早川雪洲（『新世界』では日本人リンチの内容がある活動写真に出た安部・桑原とともに名を上げて）排日俳優や売国奴と非難している他、『羅府新報』では1915年12月28日付に白人家庭に雇われていた日本人がこの映画を見た主人からいきなり解雇された話を乗せている[5]。

- 上述の批難について雪洲本人は『羅府新報』1915年12月29日付に「脚本をちまちま渡されたのでここまであくどい役だとは思わなかった。撮影後気になったが問題になるほどなら検閲官に止められると言われ特にカットもされなかったので大丈夫だと思った。（要約）」といった意味の言い訳と「図らずとも同胞諸君の感情を害したすまなかった。これからは注意する」という旨の謹告を乗せている。
また雪洲を擁護した翁六溪の『日米』（注：新聞名、日米新聞社刊行）に1916年1月20日から3日間連載された「所謂排日活動寫眞を觀る」によるとタイトルの『欺瞞者（チート）』とは雪洲演じる鳥居のことではなく、ファニー・ウォード演じるヒロインの女性イーディスを指すとしている[6]。

- 相手役のファニー・ウォードは当時国際的に知られた女優であり、公開当時のポスターにおいては、「国際スター」として紹介されたのはウォードであった。

- 1916年にこの映画を観た25歳のルイ・デリュックはここに映画独自の芸術性が確立されたと考え、映画批評の道を進んで行く。映画に対する批評意識が生まれ、映画は芸術としての自分に目覚めた[7]。

- この映画を観た26歳のアベル・ガンスは新作『悲しみの聖母』（Mater dolorosa）で『チート』の手法を消化して、「表情の動きを強調する明暗効果」を際立たせて成功し、「突然、フランスの映画監督の筆頭に躍り出」る[8]。

## リメイク
- 1918年版 - 1915年のオリジナルの再公開のため同じ映像だが、オリジナルに対して在米日本人コミュニティから抗議があったため、早川雪州演じる主人公の設定が日本人骨董商のヒシュル・トリから、ビルマ人の富豪で象牙王のハカ・アラカウに変更された[2][3]。前年に米国が対独宣戦したことにより、米国も日本と同じ連合国 (第一次世界大戦)側となったこと等も影響した。序盤の人物説明字幕や新聞記事カットの文字がビルマ人に差し替えられたが、撮り直しをしたわけではないので早川の衣装、邸宅が日本的であるシーン等は一切変更されなかった。現在、日本国内で入手できるDVDはこの「ビルマ人版」である。
- 1923年版(en:The Cheat (1923 film)) - パラマウント配給で、監督ジョージ・フィッツモーリス、主演ポーラ・ネグリでリメイクされたサイレント映画。邪悪な東洋人役は、白人俳優のシャルル・ド・ロシュがインドの皇太子に扮して演じた。
- 1931年版(en:The Cheat (1931 film)) - 監督ジョージ・アボット、主演タルラー・バンクヘッドでリメイクされたトーキー映画。共演にハーヴィー・スティーヴンス、悪役は長く東洋で暮らした白人ビジネスマンの設定で役名はハーディ・リビングストンとされた。1922年以降に作られ始めた映画製作者の自主的倫理規定により、映画作品内で「雑婚 （有色人種と白人の結婚）」 や「人や動物に焼き印を押すこと」などが自主規制されるようになってきていた[1]。
- 1937年フランス版(fr:Forfaiture (film, 1937)) - 早川がパリ滞在中に『Forfaiture』の名で制作された。早川は同じ役で出演し、ヴィクトル・フランサン、ルイ・ジューヴェ、リーズ・ドラマールらが共演、マルセル・レルビエが監督した。早川はモンゴルのプリンスという設定で、白人女性に撃ち殺されるなどストーリーは多少異なるが、悪役＝東洋の構図は同じである[2]。